# Campbell-Paradigma
Das Campbell-Paradigma ist ein von Donald T. Campbell entwickeltes und von Florian Kaiser und Kollegen weiterentwickeltes Paradigma der psychologischen Einstellungsforschung, das von der Konsistenz von Einstellung und Verhalten (engl. attitude-behavior consistency) ausgeht. Verhalten wird dabei nicht über subjektive Nutzenerwartungen erklärt, sondern (analog zum Tripartite Modell der Einstellung) als konsistente Spontanmanifestation individueller Einstellung. Damit unterscheidet sich das Campbell-Paradigma grundlegend von den weitverbreiteten Theorien auf der Grundlage rationaler Entscheidung (engl. rational choice theories), deren Prototyp die Theorie geplanten Verhaltens darstellt. Rational ist es nach diesen Theorien, wenn Verhalten möglichst Vorteile und keine Nachteile mit sich bringt, wenn Verhalten also möglichst hohen Nettonutzen besitzt. 

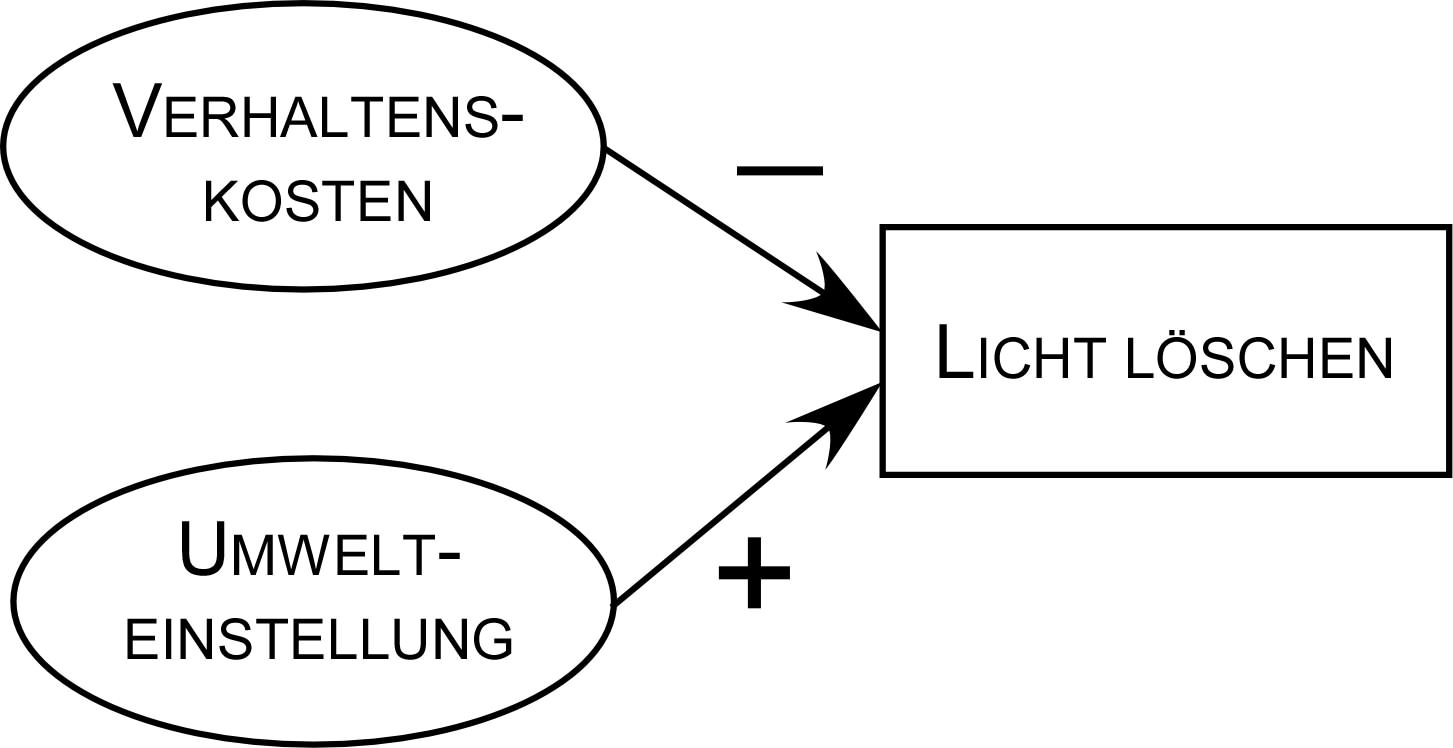
Abb. 1: Verhaltenserklärung im Rahmen des Campbell-Paradigmas

Das Paradigma ist nach Donald T. Campbell benannt, der das Zustandekommen von Verhalten schon 1963 sinngemäß, wie folgt, erklärte: Verhalten, zum Beispiel beim Verlassen eines Zimmers das Licht löschen, ist grundsätzlich das Resultat zweier Einflussfaktoren: die subjektive Wichtigkeit des Umwelt- und Klimaschutzziels (damit ist die Umwelteinstellung einer Person gemeint) und objektive Verhaltenskosten, die mit einem Verhalten, in diesem Fall Licht löschen, verbunden sind (siehe Abb. 1). Formal lässt sich diese Beziehung nach Kaiser und Kollegen besser nicht deterministisch, sondern probabilistisch, wie im Campbell-Paradigma vorgesehen, im Rahmen des Rasch-Modells beschreiben (siehe Einschub).

{\displaystyle \ln \left({\frac {p_{ki}}{1-p_{ki}}}\right)=\theta _{k}-\delta _{i}}
Nach dem Rasch-Modell ist der natürliche Logarithmus des Verhältnisses der Wahrscheinlichkeit ({\textstyle p_{ki}}), dass Person k das Licht löscht (das spezifische Verhalten i), und seiner Gegenwahrscheinlichkeit ({\textstyle 1-p_{ki}}), dass Person k das Licht nicht löscht, die Folge einer Einstellung von k ({\textstyle \theta _{k}}), in diesem Fall die Umwelteinstellung, und den spezifischen Kosten ({\displaystyle \delta _{i}}), die mit Licht löschen einhergehen (z. B. es beim Rausgehen nicht zu vergessen). Das bedeutet mehr oder weniger, dass k's Einstellung ({\textstyle \theta _{k}}) zusammen mit i's spezifischen Verhaltenskosten ({\displaystyle \delta _{i}}) die Wahrscheinlichkeit ({\textstyle p_{ki}}) bestimmen, dass Verhalten i sich bei Gelegenheit manifestiert.
Nur wenn die persönliche Einstellung die Kosten des Verhaltens übersteigt, besteht eine realistische Chance, dass das Verhalten auch gezeigt wird (siehe Abb. 1). Diese spezifische Verhaltenserklärung des Campbell-Paradigmas dient wiederum als theoretische Grundlage der Einstellungsmessung.

## Einstellungsmessung
Nach Campbell und Kaiser lässt sich die individuelle Einstellung einer Person über die Verhaltenskosten bestimmen. Dabei entspricht die Einstellung einer Person den Verhaltenskosten, die diese Person bereit ist, auf sich zu nehmen, um ein mit einer Einstellung verbundenes Ziel zu erreichen. So ist zum Beispiel das allgemeine Ziel hinter der Umwelteinstellung naheliegenderweise, die Umwelt bzw. das Klima zu schützen, und das Ziel hinter der Gesundheitseinstellung, die Gesundheit zu bewahren bzw. wiederherzustellen.
Verhaltenskosten umfassen dabei alles, was Verhalten für Akteure grundsätzlich erschwert oder erleichtert. Dazu gehören Dinge wie Aufwand, Zeit und finanzielle Kosten, aber auch soziale Normen und Erwartungen, kulturelle Praktiken und antagonistische gesellschaftliche Präferenzen, die mit einem Verhalten einhergehen. Zur Veranschaulichung: Jemand mit einer ausgeprägten Vorliebe für Musik von Taylor Swift (also eine Person mit einer stark positiven Einstellung zu Taylor Swifts Musik) wird die doch beachtlichen Mühen und Kosten auf sich nehmen, um Konzerte von ihr zu besuchen. Personen mit geringerer Vorliebe für die Musik von Taylor Swift werden hingegen höchstens zu einem Konzert hingehen, wenn ihnen das Ticket geschenkt wird. Und wer Taylor Swift nicht mag, wird sich noch nicht einmal ein Lied von ihr freiwillig im Radio anhören.
Dieses Beispiel verdeutlicht zum einen, dass man ganz unterschiedliche Dinge tun kann, um einer mehr oder weniger stark vorhandenen Vorliebe für die Musik von Taylor Swift Ausdruck zu verleihen (Konzerte besuchen, Radio hören). Zum anderen zeigt das Beispiel, dass das, was man jeweils tut, um Taylor Swift zu hören, wiederum mit unterschiedlich hohen Kosten verbunden ist. Mit anderen Worten, die Verhaltensweisen, die jemand zeigt, um ein Einstellungsziel zu erreichen, beinhalten allesamt Kosten. Folgerichtig lassen sich die Kosten nutzen, die jemand in Kauf zu nehmen bereit ist, um individuelle Einstellungsausprägungen zu messen. Bislang wurden auf dieser Grundidee des Campbell-Paradigmas bereits mehrere Einstellungsskalen entwickelt: Umwelteinstellung, Natureinstellung, (negative) Einstellung gegenüber menschgemachtem Klimawandel, Gesundheitseinstellung, Einstellung gegenüber sozialen Kontakten/Privatheit im Büro, Einstellung gegenüber eigener mentaler Frische sowie Einstellung gegenüber sozialen Erwartungen (Konformitätsneigung).

## Verhaltenserklärung

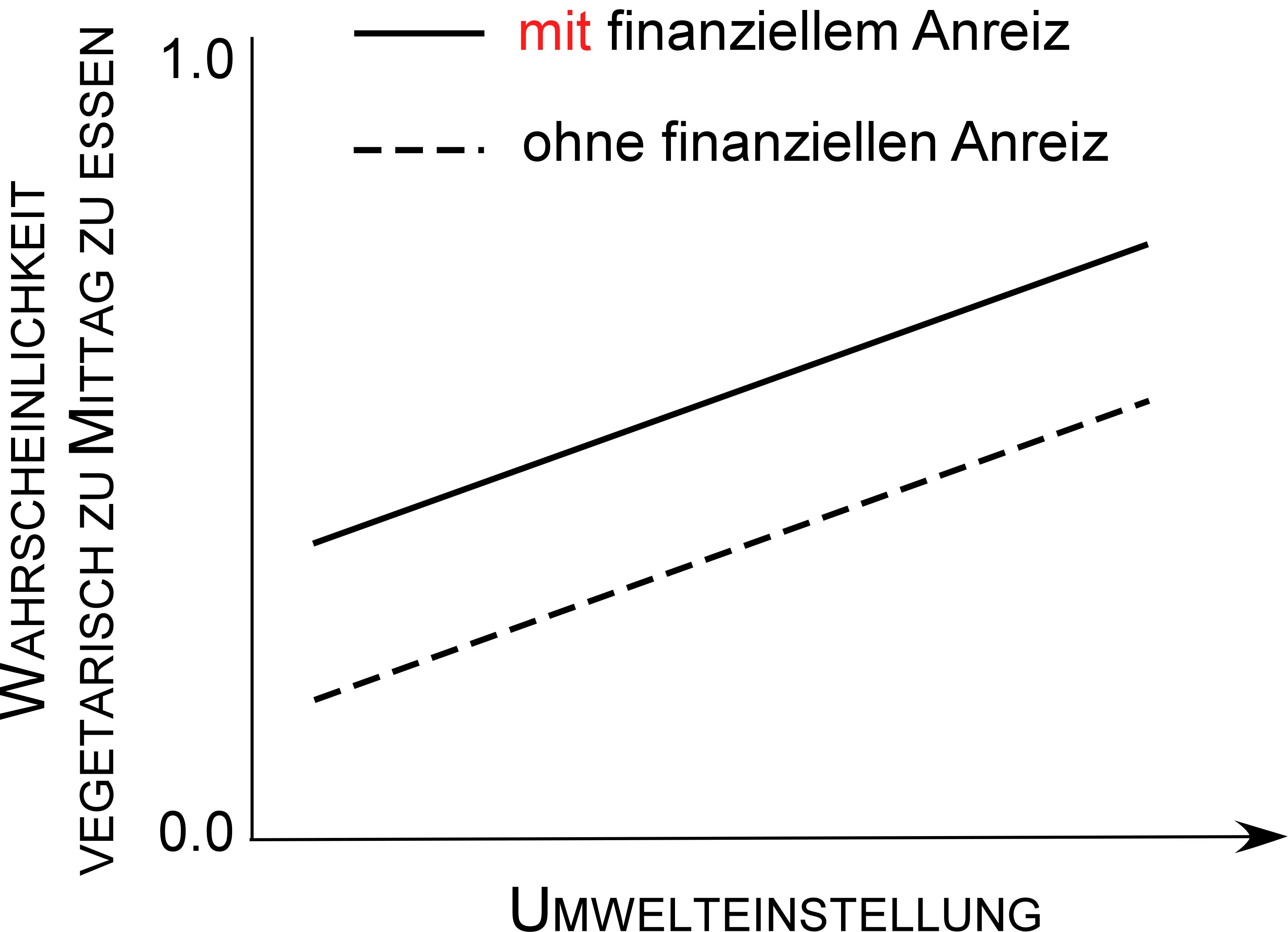
Abb. 2b: Verhalten als Funktion zweier kompensatorischer Faktoren (Einstellung und spezifische Verhaltenskosten)

In der Sozialpsychologie spiegeln Einstellungen klassischerweise persönliche Gründe für Verhalten und damit Verhaltensneigungen wider. Analog dazu wurde das Instrument zur Erfassung individueller Umwelteinstellung zunächst als ein Maß umweltschützenden Verhaltens bzw. der Neigung, sich umweltschützend zu verhalten, in die Literatur eingeführt. Diese klassische Sichtweise von Einstellung als subjektiver Grund des Verhaltens ist letztlich natürlich nur dann gerechtfertigt, wenn man aus dem Wissen der Einstellung einer Person auch verlässlich und konsistent deren manifestes Verhalten vorhersagen kann, wenn also die vielzitierte Kluft zwischen Einstellung und Verhalten nicht wirklich existiert.

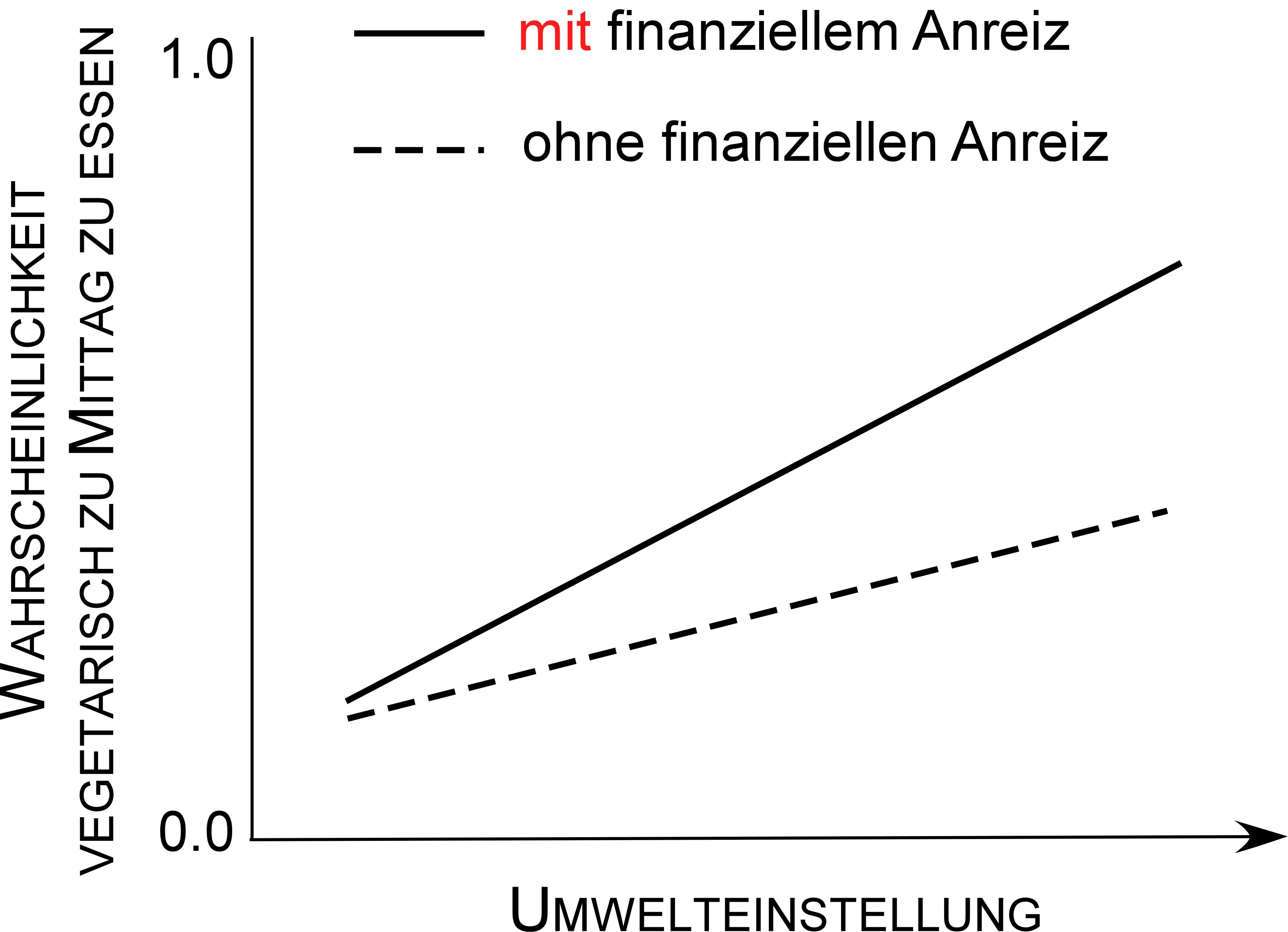
Abb. 2a: Verhalten als kostenmoderierte Funktion individueller Einstellung

Die Verhaltenserklärung im Rahmen des Campbell-Paradigmas ist, wie u. a. das Rasch-Modell deutlich macht, extrem sparsam. Verhalten wird darin als Funktion zweier kompensatorisch wirksamer Faktoren beschrieben: der individuellen Einstellung und den soziokulturellen Rahmenbedingungen, in denen das Verhalten stattfindet. Diese objektiven Rahmenbedingungen sind es nämlich, die letztlich die Kosten eines spezifischen Verhaltens bestimmen (siehe Abb. 1). So ist die Wahl eines vegetarischen Mittagessens nicht nur das Resultat individueller Umwelteinstellung, sondern auch der mit der Essenswahl einhergehenden soziokulturellen Randbedingungen; entsprechend macht ein finanzieller Anreiz vegetarische Menüs attraktiver. Die Frage ist aber, für wen?
In der aktuellen Literatur findet sich eine beachtliche Zahl (z. T. widersprüchlicher) konjunktiver Modelle, die Verhalten mittels kostenmoderierter Einstellungsunterschiede erklären (siehe Abb. 2a). Demgegenüber sieht das Campbell-Paradigma vor, dass sich die Verhaltenskosten unabhängig von der vorhandenen Einstellung auf Verhalten auswirken (siehe Abb. 2b). Entsprechend machen finanzielle Anreize vegetarische Menüs grundsätzlich und damit für alle attraktiver. Diese kompensatorische Beziehung zwischen Verhaltenskosten und (Umwelt-)Einstellung konnte beim Umweltschutz schon wiederholt quasi-experimentell bestätigt werden.

## Das Zirkularitätsproblem
Wenn individuelle Einstellungen nun aber aus dem von einer Person gezeigten Verhalten abgeleitet werden, dann ist es zirkulär, dasselbe Verhalten wiederum mit dieser (mittels dieser Verhaltensweisen ermittelten) Einstellung vorherzusagen. Was soll es bringen, wenn wir aus der Beobachtung, dass jemand für Umweltschutz spendet, vorhersagen können, dass er oder sie für Umweltschutz spendet? Schon Campbell selbst erkannte diese Zirkularität, weshalb ihm und vielen anderen die im Campbell-Paradigma angelegte Verhaltenserklärung trivial und somit nutzlos erschien. Tatsächlich lässt sich das Zirkularitätsproblem vergleichsweise einfach lösen, wie Kaiser und Kollegen argumentieren.
Wenn individuelle Einstellungsunterschiede (z. B. Unterschiede in der Umwelteinstellung) aus in Fragebögen geäußerten Verbalverhaltensweisen abgeleitet werden (z. B. über Meinungen, wie „Es wird nicht genug für Umweltschutz getan“, über Feststellungen, wie „Ich ärgere mich darüber, dass nicht genug gegen Treibhausgase unternommen wird“, und über Behauptungen, wie „Ich habe gestern aufs Auto verzichtet“), dann ist es keineswegs trivial, wenn man mit solchermaßen aus Verbalverhalten abgeleiteten Einstellungsunterschieden manifestes Verhalten, wie tatsächlichen Autoverzicht, vorherzusagen vermag. Dem Zirkularitätsproblem kann man also entgehen, wenn die Indikatoren einer Einstellung und ihre Konsequenzen logisch und praktisch 100%ig unterscheidbar bleiben.
Um individuelle Einstellungen zu messen, kann man also Verbalverhalten verwenden. Das tut man, indem man Einstellungsunterschiede mittels Fragebogen über retrospektive Verhaltensberichte, Verhaltensabsichten, Feststellungen und Meinungen bestimmt. Als Konsequenz individueller Einstellungsunterschiede verwendet man dann demgegenüber beobachtbares Verhalten (z. B. die manifeste Wahl eines vegetarischen Mittagessens) oder objektiv messbare Folgen einer Vielzahl von Verhaltensweisen (z. B. die jährlich konsumierte Strommenge einer Person).

## Unabhängige Rezensionen und Tests des Messverfahrens
- Florian Lange, Siegfried Dewitte (2019): Measuring pro-environmental behavior: Review and recommendations. In: Journal of Environmental Psychology, 63, S. 92–100. doi:10.1016/j.jenvp.2019.04.009
- Jean-Baptiste Gaborieau, Christina Pronello (2021): Validation of a unidimensional and probabilistic measurement scale for pro-environmental behavior by travellers. In: Transportation, 48, S. 555–593. doi:10.1007/s11116-019-10068-w
- Pinky Kumawat, Christina Pronello (2021): Validating Italian general ecological behaviour questionnaire of travellers using dichotomous Rasch model. In: Sustainability, 13, 11976. doi:10.3390/su132111976
- Charles A. Ogunbode, Laura Henn, Nicole Tausch (2020): Context-appropriate environmental attitude measurement in Nigeria using the Campbell paradigm. In: Environment, Development and Sustainability, 22, S. 2141–2158. doi:10.1007/s10668-018-0281-1

## Belege
1. 1 2  Florian G. Kaiser, Katarzyna Byrka, Terry Hartig: Reviving Campbell’s paradigm for attitude research. In: Personality and Social Psychology Review. Band 14, Nr. 4, 2010, S. 351–367, doi:10.1177/1088868310366452.
2. 1 2  Milton J. Rosenberg, Carl I. Hovland, William J. McGuire, Robert P. Abelson, Jack W. Brehm: Attitude organization and change: An analysis of consistency among attitude components. In: Yale Univer. Press. 1960 (apa.org [abgerufen am 28. März 2020]).
3. 1 2 3 4  Florian G. Kaiser, Mark Wilson: The Campbell paradigm as a behavior-predictive reinterpretation of the classical tripartite model of attitudes. In: European Psychologist. Band 24, Nr. 4, 10. Juli 2019, S. 359–374, doi:10.1027/1016-9040/a000364, PMID 32116425, PMC 7039345 (freier Volltext).
4. ↑  The Social Learning Theory of Julian B. Rotter. Abgerufen am 10. April 2020.
5. 1 2  Donald T. Campbell: Social attitudes and other acquired behavioral dispositions. In: S. Koch (Hrsg.): Psychology: A study of a science. Band 6. McGraw-Hill, New York 2016, S. 94–172, doi:10.1037/10590-003.
6. 1 2  Adrian Brügger, Florian G. Kaiser, Nina Roczen: One for all? In: European Psychologist. Band 16, Nr. 4, 1. Januar 2011, S. 324–333, doi:10.1027/1016-9040/a000032.
7. 1 2  Florian G. Kaiser: Climate change mitigation within the Campbell paradigm: Doing the right thing for a reason and against all odds. In: Current Opinion in Behavioral Sciences. Band 42, 2021, S. 70–75, doi:10.1016/j.cobeha.2021.03.024.
8. 1 2  Florian G. Kaiser, Florian Lange: Offsetting behavioral costs with personal attitude: Identifying the psychological essence of an environmental attitude measure. In: Journal of Environmental Psychology. Band 75, 1. Juni 2021, S. 101619, doi:10.1016/j.jenvp.2021.101619.
9. 1 2  Florian G. Kaiser, Terry Hartig, Adrian Brügger, Caroline Duvier: Environmental protection and nature as distinct attitudinal objects: An application of the Campbell paradigm. In: Environment and Behavior. Band 45, Nr. 3, April 2013, S. 369–398, doi:10.1177/0013916511422444.
10. 1 2 3  Florian G. Kaiser, Adrian Brügger, Terry Hartig, Franz X. Bogner, Heinz Gutscher: Appreciation of nature and appreciation of environmental protection: How stable are these attitudes and which comes first? In: European Review of Applied Psychology. Band 64, Nr. 6, November 2014, S. 269–277, doi:10.1016/j.erap.2014.09.001.
11. ↑  Jan Urban: Are we measuring concern about global climate change correctly? Testing a novel measurement approach with the data from 28 countries. In: Climatic Change. Band 139, Nr. 3–4, Dezember 2016, S. 397–411, doi:10.1007/s10584-016-1812-0.
12. ↑  Katarzyna Byrka, Florian G. Kaiser: Health performance of individuals within the Campbell paradigm. In: International Journal of Psychology. Band 48, Nr. 5, Oktober 2013, S. 986–999, doi:10.1080/00207594.2012.702215.
13. ↑  Antal Haans, Florian G. Kaiser, Yvonne A.W. de Kort: Privacy needs in office environments: Development of two behavior-based scales. In: European Psychologist. Band 12, Nr. 2, Januar 2007, S. 93–102, doi:10.1027/1016-9040.12.2.93.
14. ↑  Femke Beute, Florian G. Kaiser, Antal Haans, Yvonne de Kort: Striving for mental vigor through restorative activities: Application of the Campbell paradigm to construct the Attitude Toward Mental Vigor scale. In: Mental Health & Prevention. Band 8, Dezember 2017, S. 20–26, doi:10.1016/j.mhp.2017.09.001.
15. ↑  Adrian Brügger, Michael H. Dorn, Claude Messner, Florian G. Kaiser: Conformity within the Campbell paradigm: Proposing a new measurement instrument. In: Social Psychology. Band 50, Nr. 3, Mai 2019, S. 133–144, doi:10.1027/1864-9335/a000366.
16. ↑  Melvin L. DeFleur, Frank R. Westie: Attitude as a scientific concept. In: Social Forces. Band 42, Nr. 1, 1. Oktober 1963, S. 17–31, doi:10.2307/2574941.
17. ↑  Florian G. Kaiser, Britta Oerke, Franz X. Bogner: Behavior-based environmental attitude: Development of an instrument for adolescents. In: Journal of Environmental Psychology. Band 27, Nr. 3, September 2007, S. 242–251, doi:10.1016/j.jenvp.2007.06.004.
18. ↑  Florian G. Kaiser: A general measure of ecological behavior. In: Journal of Applied Social Psychology. Band 28, Nr. 5, März 1998, S. 395–422, doi:10.1111/j.1559-1816.1998.tb01712.x.
19. ↑  Florian G. Kaiser, Mark Wilson: Assessing people's general ecological behavior: A cross-cultural measure. In: Journal of Applied Social Psychology. Band 30, Nr. 5, Mai 2000, S. 952–978, doi:10.1111/j.1559-1816.2000.tb02505.x.
20. ↑  Florian G. Kaiser, Mark Wilson: Goal-directed conservation behavior: The specific composition of a general performance. In: Personality and Individual Differences. Band 36, Nr. 7, Mai 2004, S. 1531–1544, doi:10.1016/j.paid.2003.06.003.
21. ↑  Leonard Bickman: Environmental attitudes and actions. In: The Journal of Social Psychology. Band 87, Nr. 2, August 1972, S. 323–324, doi:10.1080/00224545.1972.9922533.
22. ↑  Melvin L. DeFleur, Frank R. Westie: Verbal attitudes and overt acts: An experiment on the salience of attitudes. In: American Sociological Review. Band 23, Nr. 6, Dezember 1958, S. 667–673, doi:10.2307/2089055.
23. ↑  Richard T. LaPiere: Attitudes vs. actions. In: Social Forces. Band 13, Nr. 2, 1. Dezember 1934, S. 230–237, doi:10.2307/2570339.
24. ↑  Allan W. Wicker: Attitudes versus actions: The relationship of verbal and overt behavioral responses to attitude objects. In: Journal of Social Issues. Band 25, Nr. 4, Oktober 1969, S. 41–78, doi:10.1111/j.1540-4560.1969.tb00619.x.
25. ↑  Florian G. Kaiser, Anders Biel: Assessing general ecological behavior. In: European Journal of Psychological Assessment. Band 16, Nr. 1, Januar 2000, S. 44–52, doi:10.1027//1015-5759.16.1.44.
26. ↑  Florian G. Kaiser, Carmen Keller: Disclosing situational constraints to ecological behavior: A confirmatory application of the mixed Rasch model* * The original data upon which this paper is based are available at www.hhpub.com/journals/ejpa. In: European Journal of Psychological Assessment. Band 17, Nr. 3, September 2001, S. 212–221, doi:10.1027//1015-5759.17.3.212.
27. ↑  Hannah Scheuthle, Vicente Carabias-Hutter, Florian G. Kaiser: The motivational and instantaneous behavior effects of contexts: Steps toward a theory of goal-directed behavior. In: Journal of Applied Social Psychology. Band 35, Nr. 10, Oktober 2005, S. 2076–2093, doi:10.1111/j.1559-1816.2005.tb02210.x.
28. ↑  Florian Kaiser, Oliver Arnold, Siegmar Otto: Attitudes and defaults save lives and protect the environment jointly and compensatorily: Understanding the behavioral efficacy of nudges and other structural interventions. In: Behavioral Sciences. Band 4, Nr. 3, 17. Juli 2014, S. 202–212, doi:10.3390/bs4030202, PMID 25379277, PMC 4219263 (freier Volltext).
29. ↑  Florian G. Kaiser, P. Wesley Schultz: The attitude-behavior relationship: A test of three models of the moderating role of behavioral difficulty. In: Journal of Applied Social Psychology. Band 39, Nr. 1, Januar 2009, S. 186–207, doi:10.1111/j.1559-1816.2008.00435.x.
30. ↑  Andreas Diekmann, Peter Preisendörfer: Environmental behavior: Discrepancies between aspirations and reality. In: Rationality and Society. Band 10, Nr. 1, Februar 1998, S. 79–102, doi:10.1177/104346398010001004.
31. ↑  P. Wesley Schultz, Stuart Oskamp: Effort as a moderator of the attitude-behavior relationship: General environmental concern and recycling. In: Social Psychology Quarterly. Band 59, Nr. 4, Dezember 1996, S. 375–383, doi:10.2307/2787078.
32. ↑  Gregory A. Guagnano, Paul C. Stern, Thomas Dietz: Influences on attitude-behavior relationships: A natural experiment with curbside recycling. In: Environment and Behavior. Band 27, Nr. 5, September 1995, S. 699–718, doi:10.1177/0013916595275005.
33. ↑  Heather Barnes Truelove, Amanda R. Carrico, Elke U. Weber, Kaitlin Toner Raimi, Michael P. Vandenbergh: Positive and negative spillover of pro-environmental behavior: An integrative review and theoretical framework. In: Global Environmental Change. Band 29, November 2014, S. 127–138, doi:10.1016/j.gloenvcha.2014.09.004.
34. 1 2  Florian G. Kaiser, Laura Henn, Beatrice Marschke: Financial rewards for long-term environmental protection. In: Journal of Environmental Psychology. März 2020, S. 101411, doi:10.1016/j.jenvp.2020.101411.
35. ↑  Katarzyna Byrka, Florian G. Kaiser, Joanna Olko: Understanding the acceptance of nature-preservation-related restrictions as the result of the compensatory effects of environmental attitude and behavioral costs. In: Environment and Behavior. Band 49, Nr. 5, Juni 2017, S. 487–508, doi:10.1177/0013916516653638.
36. ↑  Oliver Taube, Alexandra Kibbe, Max Vetter, Maximilian Adler, Florian G. Kaiser: Applying the Campbell paradigm to sustainable travel behavior: Compensatory effects of environmental attitude and the transportation environment. In: Transportation Research Part F: Traffic Psychology and Behaviour. Band 56, Juli 2018, S. 392–407, doi:10.1016/j.trf.2018.05.006.
37. ↑  Oliver Taube, Max Vetter: How green defaults promote environmentally friendly decisions: Attitude‐conditional default acceptance but attitude‐unconditional effects on actual choices. In: Journal of Applied Social Psychology. Band 49, Nr. 11, November 2019, S. 721–732, doi:10.1111/jasp.12629.
38. ↑  David Raden: Situational thresholds and attitude-behavior consistency. In: Sociometry. Band 40, Nr. 2, Juni 1977, S. 123, doi:10.2307/3033515.
39. ↑  Florian G. Kaiser, Martin Merten, Eunike Wetzel: How do we know we are measuring environmental attitude? Specific objectivity as the formal validation criterion for measures of latent attributes. In: Journal of Environmental Psychology. Band 55, Februar 2018, S. 139–146, doi:10.1016/j.jenvp.2018.01.003.
40. ↑  Oliver Arnold, Alexandra Kibbe, Terry Hartig, Florian G. Kaiser: Capturing the environmental impact of individual lifestyles: Evidence of the criterion validity of the General Ecological Behavior scale. In: Environment and Behavior. Band 50, Nr. 3, April 2018, S. 350–372, doi:10.1177/0013916517701796.